# Opisthoncana formidabilis
Opisthoncana formidabilis är en spindelart som beskrevs av Embrik Strand 1913. Opisthoncana formidabilis ingår i släktet Opisthoncana och familjen hoppspindlar. Inga underarter finns listade i Catalogue of Life.